# Zilim
Il Zilim (in russo Зилим?; in baschiro Еҙем) è un fiume della Russia europea orientale, affluente di destra della Belaja, nel bacino della Kama. Scorre nel Baškortostan, nei rajon Karmaskalinskij, Archangel'skij, Gafurijskij e Beloreckij.
Il fiume nasce sul versante orientale della cresta Zimerdak (Urali meridionali) ad un'altitudine di 630 m sul livello del mare. Nel corso superiore scorre a sud, poi volge a nord-ovest e mantiene prevalentemente questa direzione. Il Zilim ha una lunghezza di 215 km, il suo bacino è di 3 280 km². Sfocia nella Belaja a 585 km dalla foce. Gela da metà novembre - inizio dicembre fino a metà aprile - inizio maggio.
Il corso superiore del fiume è frequentato dagli amanti del rafting.